# Верхний Кунгур
Верхний Кунгур — село в составе Ординского муниципального округа в Пермском крае.

## Географическое положение
Село расположено в восточной части округа на расстоянии примерно 3 километров по прямой на юго-запад от села Орда.

## Климат
Климат континентальный, с продолжительной холодной и многоснежной зимой и сравнительно коротким, теплым летом. Самым холодным месяцем в году является январь со средней месячной температурой воздуха -17,3°С, самым теплым – июль со средней месячной температурой +24,8°С. Образование устойчивого снежного покрова происходит в среднем во второй декаде ноября, продолжительность снежного покрова – 170 дней. Средняя из наибольших декадных высот снежного покрова за зиму составляет 59 см. Нормативная глубина сезонного промерзания грунтов в зависимости от вида грунта составляет от 68 до 76 см. Разрушение устойчивого снежного покрова происходит в конце второй декады апреля. Годовая сумма осадков составляет в среднем 470-500 мм. Продолжительность вегетационного периода составляет 160 дней.

## История
Известно с 1651 года как деревня. В 1874 году была построена часовня, освященная в церковь в 1920 году.  
До мая 2019 года село входило в состав Ординского сельского поселения Ординского района, после упразднения которых входит непосредственно в состав Ординского муниципального округа.

## Население
Постоянное население составляло 386 человек в 2002 году (98% русские), 380 человек в 2010 году.   